# Якуб Ворачек
Якуб Ворачек (чеськ. Jakub Voráček; 15 серпня 1989, м. Кладно, ЧССР) — чеський хокеїст, правий нападник. Виступає за «Філадельфія Флайєрс» у Національній хокейній лізі.
Вихованець хокейної школи ХК «Кладно». Виступав за ХК «Кладно», «Галіфакс Мусгедс» (QMJHL), «Колумбус Блю-Джекетс», «Філадельфія Флайєрс», «Лев» (Прага) (локаут).
В чемпіонатах НХЛ — 531 матч (124+248), у турнірах Кубка Стенлі — 22 матчі (4+11).
У складі національної збірної Чехії учасник зимових Олімпійських ігор 2014 (5 матчів, 1+1), учасник чемпіонатів світу 2010, 2011, 2013 і 2015 (36 матчів, 5+17). У складі молодіжної збірної Чехії учасник чемпіонатів світу 2007 і 2008. У складі юніорської збірної Чехії учасник чемпіонатів світу 2006 і 2007.

## Досягнення та нагороди
- «Кубок RDS» — найкращому новачку року QMJHL (2007)
- Чемпіон світу (2010), бронзовий призер (2011)
- Бронзовий призер юніорського чемпіонату світу (2006)
- Учасник матчу всіх зірок НХЛ (2015).